# Centro Scambi Internazionali
Il Centro Scambi Internazionali o CSI è il luogo presso il quale vengono smistati i prodotti postali indirizzati da e verso l'estero. In Italia lo smistamento avviene da parte di Poste Italiane.
I Centri di Scambi Internazionali sul territorio italiano sono, per la corrispondenza in uscita verso l'estero (outbound), Roma FCO, presso l'aeroporto di Fiumicino, e il CMP di Peschiera Borromeo, collegato all'aeroporto di Milano Linate; quest'ultimo tratta in esclusiva la corrispondenza in entrata dall'estero (inbound).  